# Frans Halsbuurt
De Frans Halsbuurt is een buurt in de Haarlemse wijk Transvaalwijk in stadsdeel Haarlem-Noord. De buurt is vernoemd naar de zeventiende-eeuwse kunstschilder Frans Hals en telt zo’n 1.985 inwoners.
Naast de buurt is ook de Frans Halsstraat en het Frans Halsplein naar de schilder vernoemd. Het plein dat direct aan de overkant van station Haarlem is gelegen heeft de vorm van een ruit en zorgt samen met de Kennemerbrug, waar vroeger de Kennemerpoort stond, een verbinding tussen Staten- / Prinsen Bolwerken en Schoter- / Rijksstraatweg.
In het zuiden van de buurt aan de Schotersingel is het museum Het Dolhuys gevestigd, een voormalig pest- en leprozenhuis. Nu een museum over de psychiatrie en geest.